# The Night Before
〈The Night Before〉는 영국의 록 밴드 비틀즈가 1965년 영화 《헬프!》와 함께 수록된 음반 《Help!》의 곡이다. 이 곡은 폴 매카트니가 작곡했으며 레논-매카트니로 되었다.

## 영화 퍼포먼스
영화 《헬프!》를 위해 비틀즈는 솔즈베리 평원에서 〈The Night Before〉를 공연했다. 노래가 끝나자마자 폭탄이 터진다. 그 장면은 스톤헨지의 그늘에서 촬영되었다.